# Équipe de Serbie-et-Monténégro féminine de handball
L'équipe de Serbie-et-Monténégro féminine de handball était une équipe de handball représentant la Fédération de Serbie-et-Monténégro de handball lors des compétitions internationales, notamment aux championnats du monde et aux championnats d'Europe. Elle a existé de la fin de la Yougoslavie en 1992 jusqu'en 2006, d'abord en tant qu'équipe de RF Yougoslavie jusqu'en février 2003, puis en tant qu'équipe de Serbie-et-Monténégro jusqu'en 2006.
Depuis 2006, la sélection s'est séparé en deux :
- Équipe du Monténégro féminine de handball
- Équipe de Serbie féminine de handball

## Palmarès
En plus du palmarès hérité de la Yougoslavie, l'équipe a notamment a remporté une médaille, le bronze au Championnat du monde 2001 :
- Championnats du monde
  -  vainqueur en 1973
  -  finaliste en 1965, 1971 et 1990
  -  médaille de bronze en 1957, 1982 et 2001
- Jeux olympiques
  -  vainqueur en 1984 à Los Angeles,  États-Unis
  -  finaliste en 1980 à Moscou,  Union soviétique

## Parcours en compétitions internationales
Le parcours en compétitions internationales est :
- Championnats du monde
  - 1993 : non qualifiée
  - 1995 : non qualifiée
  - 1997 : non qualifiée
  - 1999 : non qualifiée
  - 2001 :  3e
  - 2003 : 9e
  - 2005 : non qualifiée
- Championnats d'Europe
  - 1994 : non qualifiée
  - 1996 : non qualifiée
  - 1998 : non qualifiée
  - 2000 : 7e
  - 2002 : 6e
  - 2004 : 12e
  - 2006 : 14e
- Jeux olympiques
  - 1992 : non qualifiable
  - 1996 : non qualifiée
  - 2000 : non qualifiée
  - 2004 : non qualifiée

## Personnalités liées à la sélection

### Sélectionneurs
Les sélectionneurs de l'équipe nationale depuis 1995 sont :
- Vuk Roganović : de  1996 à 1997
- Dragan Nišavić : de 1997 à 1998
- Milorad Milatović : de 1998 à 2000
- Natalia Tsigankova : en 2000
- Milorad Milatović : de 2000 à 2001
- Marko Isaković : de 2002 à 2003
- Dragomir Čačić : en 2003
- Zoran Ivić : de 2003 à 2004
- Mile Isaković : de 2004 à 2005
- Anja Andersen : en 2006

### Joueuses
Parmi les joueuses, on trouve :
- Tatjana Medved : meilleure buteuse des Jeux méditerranéens de 2005
- Bojana Popović-Petrović
- Maja Savić : élue meilleure ailière gauche du Championnat du monde 2001.